# Campestre-et-Luc
Campestre-et-Luc è un comune francese di 117 abitanti situato nel dipartimento del Gard, nella regione dell'Occitania.

## Società

### Evoluzione demografica
Abitanti censiti